# بخش دیویی، شهرستان روزو، مینه سوتا
بخش دیویی (به انگلیسی: Dewey Township) یک منطقهٔ مسکونی در ایالات متحده آمریکا است که در شهرستان روسو، مینه‌سوتا واقع شده‌است.
 بخش دیویی ۹۰٫۰ کیلومتر مربع مساحت و ۱۱۴ نفر جمعیت دارد و ۳۱۶ متر بالاتر از سطح دریا واقع شده‌است.